# Ćmielów (gmina)
Ćmielów (do 1870 gmina Krzczonowice) – gmina miejsko-wiejska w województwie świętokrzyskim, w powiecie ostrowieckim. W latach 1975–1998 gmina położona była w województwie tarnobrzeskim.
Siedziba gminy to Ćmielów.
Według danych z 30 czerwca 2004 gminę zamieszkiwały 7942 osoby.

## Struktura powierzchni
Według danych z roku 2002 gmina Ćmielów ma obszar 117,7 km², w tym:
- użytki rolne: 63%
- użytki leśne: 31%

Gmina stanowi 19,1% powierzchni powiatu.

## Demografia

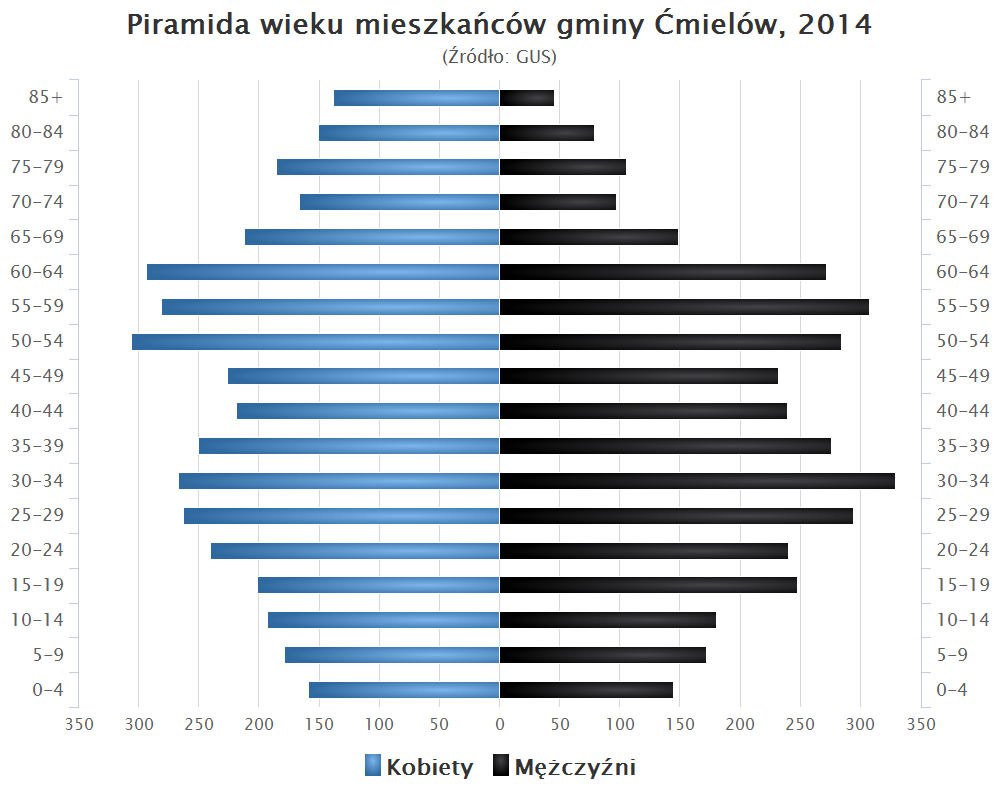
Piramida wieku mieszkańców gminy Ćmielów w 2014 roku

Dane z 30 czerwca 2004:
| Opis                              | Ogółem | Ogółem | Kobiety | Kobiety | Mężczyźni | Mężczyźni |
| --------------------------------- | ------ | ------ | ------- | ------- | --------- | --------- |
| jednostka                         | osób   | %      | osób    | %       | osób      | %         |
| populacja                         | 7942   | 100    | 4068    | 51,2    | 3874      | 48,8      |
| gęstość zaludnienia (mieszk./km²) | 67,5   | 67,5   | 34,6    | 34,6    | 32,9      | 32,9      |

## Sołectwa
Boria, Borownia, Brzóstowa, Buszkowice, Czarna Glina, Drzenkowice, Glinka, Grójec, Jastków, Krzczonowice, Łysowody, Piaski Brzóstowskie, Podgórze, Podgrodzie, Przeuszyn, Ruda Kościelna, Stoki Duże, Stoki Małe, Stoki Stare, Trębanów, Wiktoryn, Wojnowice, Wola Grójecka, Wólka Wojnowska

## Sąsiednie gminy
Bałtów, Bodzechów, Opatów, Ożarów, Sadowie, Tarłów, Wojciechowice